# Gojō (Nara)
Gojō (五條市 Gojō-shi?) es una ciudad localizada en la prefectura de Nara, Japón. En julio de 2019 tenía una población estimada de 28.623 habitantes y una densidad de población de 98 personas por km². Su área total es de 292,02 km².

## Geografía

### Localidades circundantes
- Prefectura de Nara
  - Gose
  - Ōyodo
  - Shimoichi
  - Tenkawa
  - Kurotaki
  - Nosegawa
  - Totsukawa
  - Kamikitayama
- Prefectura de Osaka
  - Kawachinagano
  - Chihayaakasaka
- Prefectura de Wakayama
  - Hashimoto
  - Kōya

## Demografía
Según datos del censo japonés, la población de Gojō ha disminuido en los últimos años.
| Año del censo | Población |
| ------------- | --------- |
| 1995          | 40.871    |
| 2000          | 39.928    |
| 2005          | 37.375    |
| 2010          | 34.460    |
| 2015          | 30.997    |